# Скорость увеличения продолжительности жизни

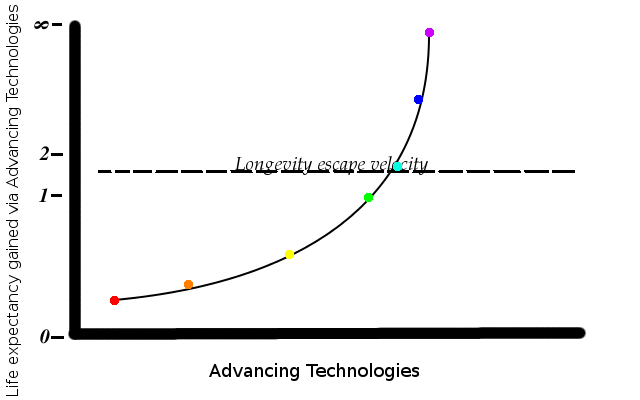
Попытка представить скорость увеличения продолжительности жизни графически. Цветными кружками обозначены значительные научные открытия, позволяющие людям продлить жизнь.

Скорость убегания долголетия или скорость убегания от старости (англ. Longevity escape velocity, LEV, иногда Actuarial escape velocity) — термин, периодически используемый в среде имморталистов. Означает гипотетическую ситуацию, когда количество лет жизни, которые только что появляющиеся технологии дают людям, равно длине промежутка времени, необходимого для разработки данных технологий. К примеру, когда совокупность только что появившихся технологий позволяет людям прожить на один год дольше, чем люди живут сейчас, и на создание этих технологий уходит один год.
В прошлом люди редко доживали до 40 лет, а средняя продолжительность жизни была значительно меньше, чем сейчас. 
В 2019 году средняя продолжительность жизни в мире, по данным ВОЗ, составила 73.3 года, а во многих отдельных странах 80-85 лет.. Чтобы совершить такой прогресс, человечеству потребовалось несколько тысячелетий. Однако большая часть прогресса была достигнута только за последние 100 лет. По мере развития человечества скорость, с которой люди удлиняют свою жизнь, увеличивается. Но и в нынешнем мире эта скорость по-прежнему значительно ниже, чем скорость старения, и люди по-прежнему неуклонно продолжают умирать от старости. По мнению имморталистов, скорость убегания от старости есть ситуация, когда скорость разработки технологий продления жизни и скорость старения выровняются. После чего они ожидают появление технологий, позволяющих возвращать тела людей в более молодое состояние (включая нейропластичность).
Большое значение в этом направлении представляют эксперименты на мышах, разработанные на которых технологии затем предполагается адаптировать к людям. Мыши удобны для экспериментов ввиду их физиологической схожести с человеком, но при этом имеют короткий срок естественной жизни, что позволяет в разумные сроки понять результат воздействия. Обычно мыши в домашних условиях живут только 2-3 года до неминуемой смерти от старости. В 2003 году удалось продлить жизнь одной из мышей до 1819 дней (почти 5 лет), что эквивалентно 180 годам человеческой жизни. За успехи в этом направлении учёным регулярно присуждается Премия мыши Мафусаила.
Сам термин «cкорость убегания от старости» ввёл в обиход биогеронтолог Обри ди Грей в 2004 году, но, как таковая, концепция начала публично распространяться как минимум с 1970-х годов. К примеру, её озвучил Роберт Уилсон в своём эссе Next Stop, Immortality (1978 г). Схожие идеи периодически появлялись на страницах некоторых произведений жанра научной фантастики, например, в Марсианской трилогии (1992-96 гг.) Кима Робинсона. Среди более поздних сподвижников концепции можно назвать Рэймонда Курцвейла, прямо назвавшего одну из своих книг «Fantastic Voyage: Live Long Enough to Live Forever» (Фантастическое путешествие: Проживи достаточно долго чтобы жить вечно, 2004). Примерным образом параллельно с ним идею продвигал Дэвид Гобель, вместе с Обри ди Греем создавший Фонд Мафусаила в 2003 году. Следующим шагом в распространении идеи и уже самого термина стало написание Обри ди Греем в соавторстве с Майклом Рэем книги «Отменить старение» в 2007 году. После рубежа тысячелетий сторонники концепции начали открыто и активно призывать сосредотачивать усилия на медицинских разработках, отодвигающих предел наступления старости, утверждая, что это в дальнейшем спасёт от смерти большое количество людей, даже если эффект от вложений не будет очевиден сразу.
Курцвейл предсказывает, что скорость убегания от старости будет достигнута раньше, чем человечество осознает это. В 2018 году он заявил, что это может произойти уже через 10-12 лет.